# Glechoma × pannonica
Glechoma × pannonica là một loài thực vật có hoa trong họ Hoa môi. Loài này được Borbás mô tả khoa học đầu tiên năm 1900.
Nó là loài lai ghép giữa G. hederacea và G. hirsuta.